# 施工管理技士
施工管理技士（せこうかんりぎし）は日本の建設業において特定業種の技術を認定した国家資格である。技師ではなく、技士である。
該当する種目の施工管理技術検定（せこうかんりぎじゅつけんてい）の第1次検定に合格した者は施工管理技士補（-ほ）を、第2次検定に合格した者は施工管理技士をそれぞれ称することができる。
施工管理技士の等級区分は1級または2級である。　
第1次検定は17歳以上であれば高卒・大卒・実務経験に関係なく受験出来るが、 1級建築施工管理技士の第2次検定の受験資格は、大学の建築系学科卒業の場合3年以上の実務経験、建築学科以外の場合は卒業後4年6ヶ月以上の実務経験が必要である。
●大学改革支援・学位授与機構により学士の学位を授与された場合
専攻の区分が機械工学、電気電子工学、土木工学、建築学のいずれかのときは、大学指定学科卒業として取り扱う。（学位授与証明書に専攻の区分が記載されていない場合は、大学の指定学科以外卒業として取り扱う）　引用元：一般財団法人建設業振興基金発行の受験の手引より

## 資格の目的
施工管理技術検定は、建設業法第27条に基づく国家試験である。
建設業法の目的は、「建設業を営む者の資質の向上、建設工事の請負契約の適正化を図ることによって、建設工事の適正な施工を確保し、発注者を保護するとともに建設業の健全な発展を促進し、もって公共の福祉の増進に寄与すること」であり、その目的達成の一環として、国土交通大臣は、建設工事に従事する者を対象にして技術検定を行い、施工技術の向上を図ることとされている。自らが施工を行う職人の技術を認定するのではなく、設計から実際の施工に至るまでの一連を管理監督する技術者が対象である。
資格の性質上、実務経験を有することが不可欠な条件であり、受験資格にも実務経験が求められている。受験申請書に経験年数を記載する欄があり、人事権を持つ者の印も必要である。
受験者数の減少、離職率の増加等の問題解決に向けて、令和3年度より試験制度が改正され各級に「技士補」が追加された。一次検定（従来の学科試験相当）に合格すれば「技士補」となり二次検定の受験資格は永久となり、二次検定（従来の実地試験相当）に合格することで「技士」となれる。

### 資格の効果
施工管理技術検定試験の合格者は、級及び種目の名称を冠する技士（n級■■■■■■技士）の称号を称することができる。
また、一定水準以上の施工技術を有することを公的に認定された者となるので、建設業法の中で以下のような措置が取られる。 
- 施工管理技士は、検定の種目及び級に応じて建設業法に規定する許可の要件としての営業所に置かれる専任技術者及び工事現場に置かれる主任技術者又は監理技術者（ただし1級のみ。指定建設業以外に限り2級は別途実務経験年数を満たせば可）の資格を満たす者として取り扱われる。
- 経営事項審査において、1級施工管理技士は5点、2級施工管理技士は2点として評価される。また、技術者の数に数えられる。
- 級別に受験・取得の難易度が違うだけで、2級だからある一定規模以上の工事に従事できないといった制限はない。（ただし、建設工事の大部分を占める土木・建築・電気・管・鋼構造物・舗装・造園の指定建設業の工事においては監理技術者となれない為、元請工事においては一定規模以上の工事に従事できない。）

### 技術検定の種類
次の7種類についてそれぞれ、国土交通大臣が指定した次の機関が以下の試験を行っている。
- 一般社団法人日本建設機械施工協会
  - 建設機械施工管理技士
- 一般財団法人建設業振興基金
  - 建築施工管理技士
  - 電気工事施工管理技士
- 一般財団法人全国建設研修センター
  - 土木施工管理技士
  - 管工事施工管理技士
  - 造園施工管理技士
  - 電気通信工事施工管理技士

それぞれ1級及び2級に区分して実施されている。ほぼ毎年1回試験が行われる。また、
試験を受ける以外にも、他の資格で同等と認められることもあるが、民間の講習会は受験への勉強会であることもあり、必ずしも簡単に資格を得られない場合もあるので、注意が必要。中には、受験申請代行だけで多額の費用を取られる可能性もある。実務経験だけで安易に資格が得られることはないので、実施機関の要領をよく読むこと。資格商法として似た名前の団体から勧誘されても、上記3団体以外が試験を実施することはないので、その点を理解して判断する必要がある。
なお、技術士は建設業法により土木施工管理技士は建設部門第二次試験合格者、上下水道部門、農業部門（農業土木）、森林部門（森林土木）、水産部門（水産土木）、前記のものを選択科目とする総合技術監理部門、電気工事施工管理技士（1級･2級, 建設業法) は電気電子部門、建設部門の第二次試験合格者、前記のものを選択科目とする総合技術監理部門、管工事施工管理技士（1級･2級, 建設業法) は機械部門（流体工学、熱工学）、上下水道部門、衛生工学部門の各第二次試験合格者、前記のものを選択科目とする総合技術監理部門、造園施工管理技士（1級･2級, 建設業法) は建設部門、農業部門（農業土木）、森林部門（林業、森林土木）の各第二次試験合格者、前記のものを選択科目とする総合技術監理部門の取得者は1級･2級ともに同試験の学科試験が免除となる。

## 監理技術者として業務が可能な職種
| 資格名称            | 土木 | 建築 | 大工 | 左官 | とび 土工 | 石工事 | 屋根 工事 | 電気 工事 | 管 工事 | タイル レンガ ブロック工事 | 鋼 構造物 | 鉄筋 工事 | 舗装 工事 | しゅんせつ | 板金 工事 | ガラス 工事 | 塗装 工事 | 防水 工事 |
| ------------------- | ---- | ---- | ---- | ---- | --------- | ------ | --------- | --------- | ------- | -------------------------- | --------- | --------- | --------- | ---------- | --------- | ----------- | --------- | --------- |
| 1級建設機械施工     | ○    |      |      |      | ○         |        |           |           |         |                            |           |           | ○         |            |           |             |           |           |
| 1級土木施工         | ○    |      |      |      | ○         | ○      |           |           |         |                            | ○         |           | ○         | ○          |           |             | ○         |           |
| 1級建築施工         |      | ○    | ○    | ○    | ○         | ○      | ○         |           |         | ○                          | ○         | ○         |           |            | ○         | ○           | ○         | ○         |
| 1級電気工事施工     |      |      |      |      |           |        |           | ○         |         |                            |           |           |           |            |           |             |           |           |
| 1級管工事施工       |      |      |      |      |           |        |           |           | ○       |                            |           |           |           |            |           |             |           |           |
| 1級造園施工         |      |      |      |      |           |        |           |           |         |                            |           |           |           |            |           |             |           |           |
| 1級電気通信工事施工 |      |      |      |      |           |        |           |           |         |                            |           |           |           |            |           |             |           |           |
| 一級建築士          |      | ○    | ○    |      |           |        | ○         |           |         | ○                          | ○         |           |           |            |           |             |           |           |

| 資格名称            | 内装 仕上 工事 | 機械 器具 設置 工事 | 熱絶縁 工事 | 電気 通信 工事 | 造園 工事 | さく井 工事 | 建具 工事 | 水道 施設 工事 | 消防 施設 工事 | 清掃 施設 工事 | 解体 工事 |
| ------------------- | -------------- | ------------------- | ----------- | -------------- | --------- | ----------- | --------- | -------------- | -------------- | -------------- | --------- |
| 1級建設機械施工     |                |                     |             |                |           |             |           |                |                |                |           |
| 1級土木施工         |                |                     |             |                |           |             |           | ○              |                |                | ○         |
| 1級建築施工         | ○              |                     | ○           |                |           |             | ○         |                |                |                | ○         |
| 1級電気工事施工     |                |                     |             |                |           |             |           |                |                |                |           |
| 1級管工事施工       |                |                     |             |                |           |             |           |                |                |                |           |
| 1級造園施工         |                |                     |             |                | ○         |             |           |                |                |                |           |
| 1級電気通信工事施工 |                |                     |             | ○              |           |             |           |                |                |                |           |
| 一級建築士          | ○              |                     |             |                |           |             |           |                |                |                |           |

## 統括安全衛生責任者・元方安全衛生管理者
労働安全衛生法により、元請下請合わせて常時50人以上の労働者を従事させる特定元方事業者（元請業者）は、統括安全衛生責任者・元方安全衛生管理者を選任し、作業場を管轄する労働基準監督署に報告しなければならない。資格要件は「事業場においてその事業の実施を統括管理する者」であり、施工管理技士の有資格者でなくても就任できるが、施工管理技士の資格を有さない者が「常時50人以上の労働者を従事させる事業場（建設現場）においてその事業の実施を統括管理」することは困難で、現場代理人、主任技術者、監理技術者に選任された所謂「現場事務所長」が、統括安全衛生責任者として報告されるのが一般的である。
統括安全衛生責任者を技術面で支援するとされる元方安全衛生管理者には所謂「現場副所長」が兼任するのが通常である。
なお、本社および支店や直営の労務者による建設現場においては、その人数規模によって衛生管理者、安全管理者、安全衛生推進者を選任し、下請工事の主任技術者である場合は安全衛生責任者を選任する。

## 資格不正取得と防止対策
2000年代以降、東証一部上場企業を含む大企業までもが、社員の経験年数を偽るなどして施工管理技士の資格を取得していた事例が相次いで発覚。2021年、国土交通省は資格を不正に取得した技術者を工事現場に配置した企業への罰則を新設する等の対策強化を行った。